# Poyo (Iolonioro)
Pour les articles homonymes, voir Poyo.
Poyo est un village du département et la commune rurale de Iolonioro (ou Nioronioro), situé dans la province de la Bougouriba et la région du Sud-Ouest au Burkina Faso.

## Géographie

### Démographie
- En 2006, cette localité comptait 950 habitants dont 50,6 % de femmes[1].

## Santé et éducation
Le centre de soins le plus proche de Poyo est le centre de santé et de promotion sociale (CSPS) de Iolonioro tandis que le centre médical avec antenne chirurgicales (CMA) se trouve à Diébougou.